# Jean-Louis de Marillac

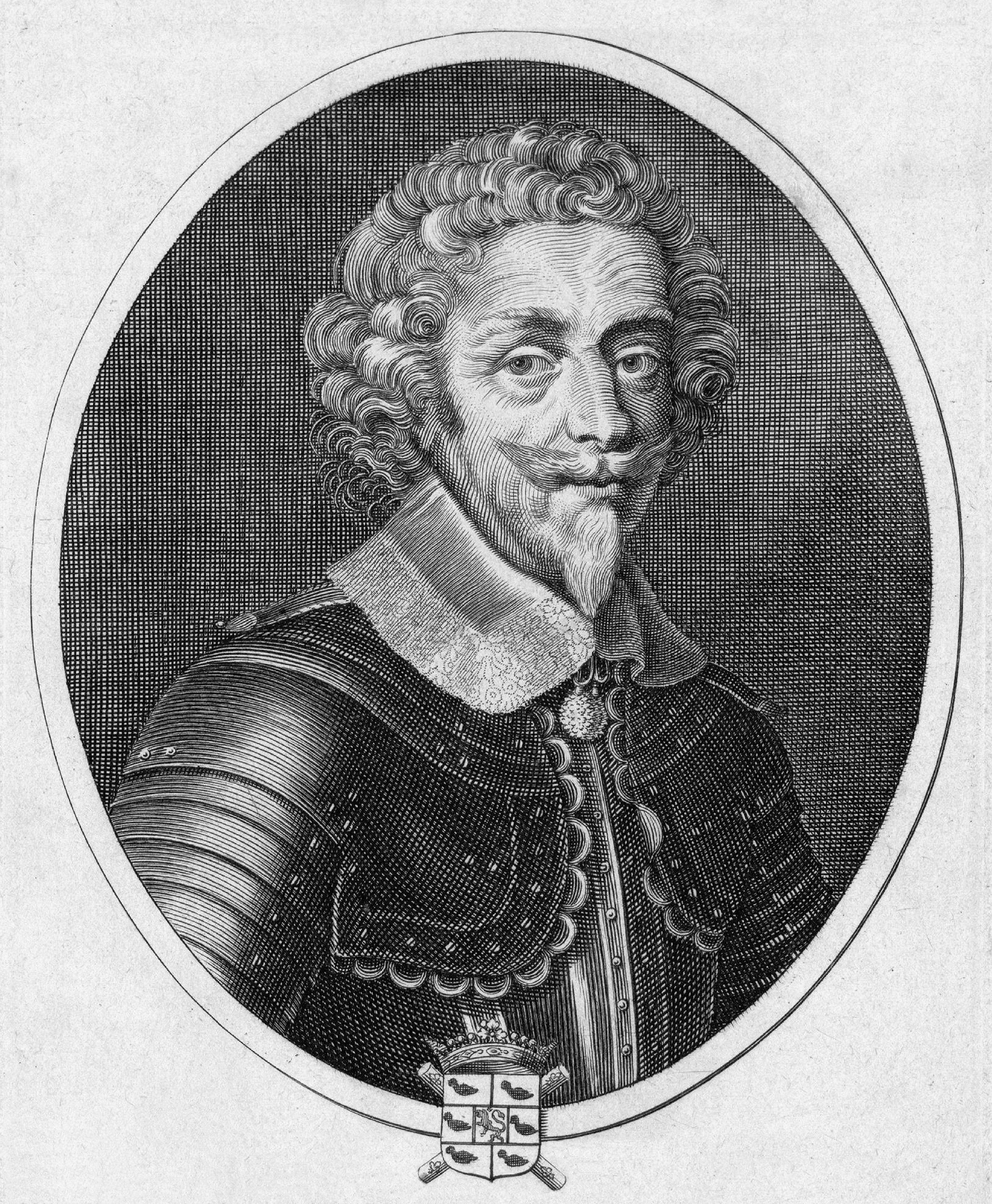
Porträt Jean-Louis de Marillacs, Stich eines unbekannten Künstlers aus dem 17. Jahrhundert

Jean-Louis de Marillac, comte de Beaumont-le-Roger (* Juli 1572 oder 1573 in Aigueperse, Auvergne; † 10. Mai 1632 in Paris, enthauptet) war ein französischer Heerführer und Staatsmann, Marschall von Frankreich.
Jean-Louis war der Sohn des Guillaume de Marillac (1500–1573) und der Antoinette Camus. Einer seiner Brüder war Michel de Marillac (1563–1632), der Siegelbewahrer Ludwigs XIII. Die heilige Louise de Marillac, die 1633 gemeinsam mit Saint Vincent de Paul die Genossenschaft der Töchter der christlichen Liebe (französisch: Filles de la Charité), in Deutschland auch bekannt als Vinzentinerinnen, gründete, war die uneheliche Tochter eines der Brüder. Drei Jahre nach ihrer Geburt wurde sie von ihrem (möglichen) leiblichen Vater, Louis I. de Marillac (1556–1604), „Chevalier, seigneur de Ferrières-en-Brie et de Villiers-Adam“ als „fille naturelle“ (außereheliche Tochter) anerkannt und erhielt eine Rente ausgesetzt. Ob er aber tatsächlich oder wer der Vater war, ist ungeklärt, womöglich hat der, zu diesem Zeitpunkt noch unverheiratete Louis I. de Marillac, die Angelegenheit auf sich genommen, um einen Skandal von einem seiner Brüder abzuwehren.
Jean-Louis de Marillac trat in die Armee ein und machte schnell Karriere. 1598 war er Kammerherr Heinrichs IV., dann Leutnant der Leibgarde des Herzogs von Anjou. Er wurde Botschafter in Savoyen, Mantua, Florenz, Venedig (1611), Lothringen, Deutschland und Italien (1616). Ludwig XIII. ernannte ihn 1617 zum Maréchal de camp  (Generalmajor) und Commissaire général des armées. Er begleitete den König auf dessen Feldzügen und wurde 1621 vor Montauban verwundet. 1626 wurde er zum Generalstatthalter der Trois-Évêchés (Metz, Toul, Verdun) ernannt und war auch an der Belagerung von La Rochelle und der Einnahme der Île de Ré 1627 beteiligt. Am 12. Juni 1629 ernannte ihn der König anlässlich der Belagerung von Privas zum Maréchal de France.
Der Verschwörung gegen Richelieu beschuldigt, wurde Jean-Louis, wie auch sein Bruder Michel, am 22. November 1629 in Italien verhaftet.
Der Marschall wurde in Sainte-Menehould festgesetzt und im Mai 1631 in Verdun vor eine außerordentliche Justizkommission gestellt. Diese erste Justizkommission wurde wegen Verfahrensfehler entlassen und durch eine zweite ersetzt. Die zweite Kommission tagte in Rueil im Schloss Malmaison und setzte des Verfahrens im März 1632 fort. Als Ergebnis wurde Marillac wegen Unterschlagung zum Tode verurteilt. Man machte ihm nicht den Prozess, weil er eine bestimmte Anzahl von Dörfern des Verdunois vom Kriegsdienst befreit hatte, sondern weil er das dafür bestimmte Geld für den Ausbau der Zitadelle von Verdun verwendet hatte, ohne dazu autorisiert zu sein. Ungeachtet seiner 40-jährigen treuen und loyalen Dienste wurde er auf Veranlassung Richelieus am 8. Mai 1632 zum Tode verurteilt und zwei Tage später auf der Place de Grève in Paris enthauptet. Er wurde in der Kirche des Couvent des Feuillants bestattet.
Erst nach dem Tod des Kardinals wurde Marillac vom Parlement in Paris rehabilitiert.